# J. D. Salinger
Jerome David Salinger (Nova Iorque, 1 de janeiro de 1919 — Cornish, 27 de janeiro de 2010), mais conhecido como J.D. Salinger, foi um escritor norte-americano tido como um dos mais influentes do período pós-guerra.
Ficou conhecido em 1948 por conta de suas novelas, publicadas na revista The New Yorker, sobretudo pelo aclamado conto A Perfect Day for Bananafish. Mas foi com o romance The Catcher in the Rye (Br: O Apanhador no Campo de Centeio/Pt: À Espera no Centeio ou Uma Agulha num Palheiro) que se tornou conhecido mundialmente, passando a ocupar um lugar no cânone literário.

## Biografia
Nasceu em Manhattan, Nova Iorque, em 1º de janeiro de 1919, filho de pai judeu de origem polaca e mãe de origem escocesa e irlandesa. Começou escrevendo ainda na escola secundária, e publicou vários contos no início da década de 1940, antes de servir na II Guerra Mundial. Em 1948, ele escreve o seu primeiro conto aclamado pela crítica, "A Perfect Day for Bananafish" (Um dia perfeito para Peixe-banana, em português), publicado na revista The New Yorker, que seria o local de onde sairiam mais outros contos seus nos anos seguintes. Em 1951, publica seu primeiro romance, The Catcher in the Rye, que torna-se um sucesso imediato. Sua descrição da alienação da adolescência e da inocência perdida através do seu protagonista, Holden Caulfield, com vocabulário e gírias, serviu de influência para toda uma geração de novos leitores, especialmente adolescentes. O livro continua tendo uma vendagem estimada em 250 mil cópias por ano.
O sucesso de The Catcher in the Rye chamou atenção do público para Salinger, que, a partir de então, torna-se recluso, publicando menos do que antes. Os livros que se seguem ao Centeio são: Nine Stories, de 1953, um apanhado de nove contos publicados na revista The New Yorker entre 1948 e 1953; Franny & Zooey, de 1961, que consiste de duas novelas curtas, Franny e Zooey; e Raise High the Roof Beam, Carpenters and Seymour: An Introduction, de 1963, que também reúne duas novelas de Salinger. Estes três livros têm histórias em que são personagens principais a Família Glass, constituída por Buddy (espécie de alter ego do escritor), Seymour, Boo Boo, Walt, Waker, Franny e Zooey Glass, todos irmãos. Seu último trabalho publicado, uma novela intitulada Hapworth 16, 1924, apareceu em The New Yorker em 19 de junho de 1965. O autor morreu em 2010.

### Reclusão
Depois disso, Salinger continuou recluso, aparecendo esporadicamente na imprensa. No final dos anos 90, são publicadas duas obras de memórias de pessoas próximas a Salinger; Joyce Maynard, sua ex-amante, e Margareth Salinger, sua filha. Em 1996, um pequeno editor americano anunciou um acordo com Salinger para a publicação de Hapworth 16, 1924 em forma de livro, mas alguns problemas adiaram o lançamento da obra indefinidamente. Hapsworth foi escrita como uma carta de Seymour Glass, então com 7 anos, para sua família. Seria o desfecho da saga da Família Glass, também presente nos livros anteriores de Salinger.

## Obras

### Livros
- The Catcher in the Rye (1951)
- Nine Stories (1953)
  - "A Perfect Day for Bananafish" (1948)
  - "Uncle Wiggily in Connecticut" (1948)
  - "Just Before the War with the Eskimos" (1948)
  - "The Laughing Man" (1949)
  - "Down at the Dinghy" (1949)
  - "For Esmé—with Love and Squalor" (1950)
  - "Pretty Mouth and Green My Eyes" (1951)
  - "De Daumier-Smith's Blue Period" (1952)
  - "Teddy" (1953)
- Franny e Zooey - no original Franny and Zooey (1961)
  - "Franny" (1955)
  - "Zooey" (1957)
- Raise High the Roof Beam, Carpenters and Seymour: An Introduction (1963)
  - "Raise High the Roof-Beam, Carpenters" (1955)
  - "Seymour: An Introduction" (1959)
- Three Early Stories (2014)
  - "The Young Folks" (1940)
  - "Go See Eddie" (1940)
  - "Once a Week Won't Kill You" (1944)

### Histórias publicadas e antologiadas
- "Go See Eddie" (1940, republicado em Fiction: Form & Experience, ed. William M. Jones, 1969 e em Three Early Stories, 2014)
- "The Young Folks" (1940, republicado em Three Early Stories, 2014)
- "The Hang of It" (1941, republicado em The Kit Book for Soldiers, Sailors and Marines, 1943)
- "The Long Debut of Lois Taggett" (1942, republicado em Stories: The Fiction of the Forties, ed. Whit Burnett, 1949)
- "Once a Week Won't Kill You" (1944, republicado em Three Early Stories, 2014)
- "A Boy in France" (1945, republicado em Post Stories 1942–45, ed. Ben Hibbs, 1946 e na edição de Julho/Agosto de 2010 da revista Saturday Evening Post)
- "This Sandwich Has No Mayonnaise" (1945, republicado em The Armchair Esquire, ed. L. Rust Hills, 1959)
- "Slight Rebellion off Madison" (1946, republicado em Wonderful Town: New York Stories from The New Yorker, ed. David Remnick, 2000)
- "A Girl I Knew" (1948, republicado em Best American Short Stories 1949, ed. Martha Foley, 1949)

### Histórias publicas mas não antologiadas
- "The Heart of a Broken Story" (1941)
- "Personal Notes of an Infantryman" (1942)
- "The Varioni Brothers" (1943)
- "Both Parties Concerned" (1944)
- "Soft-Boiled Sergeant" (1944)
- "Last Day of the Last Furlough" (1944)
- "Elaine" (1945)
- "The Stranger" (1945)
- "I'm Crazy" (1945)
- "A Young Girl in 1941 with No Waist at All" (1947)
- "The Inverted Forest" (1947)
- "Blue Melody" (1948)
- "Hapworth 16, 1924" (1965)

### Histórias não publicadas
- "Mrs. Hincher" (1942)
- "The Last and Best of the Peter Pans" (1942)
- "The Children's Echelon" (1944)
- "Two Lonely Men" (1944)
- "The Magic Foxhole" (1944)
- "Birthday Boy" (1946)
- "The Ocean Full of Bowling Balls" (1947)
- "Paula" (1948)